# Crestas epidérmicas

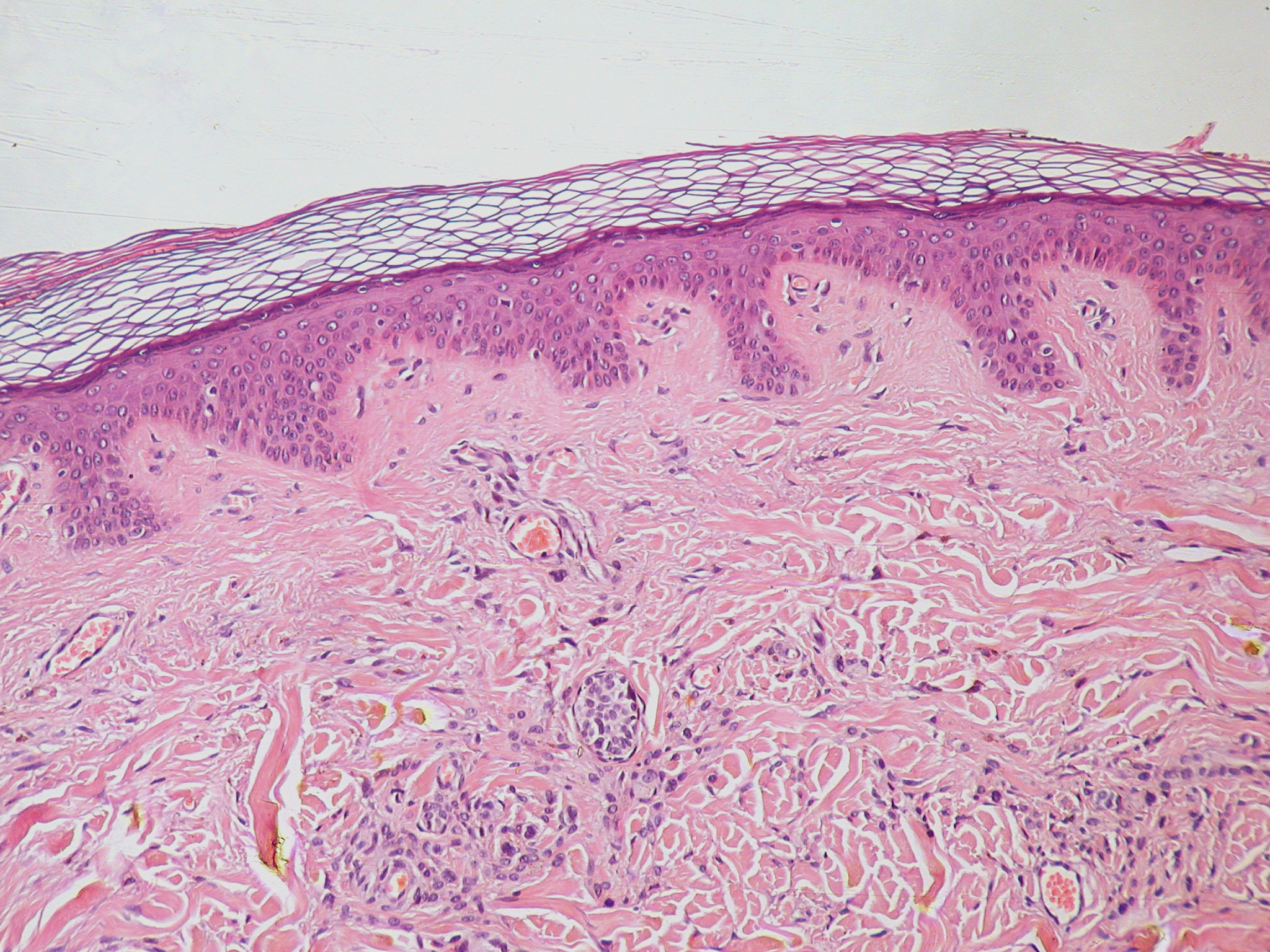
Epitelio de la piel (púrpura) con lámina propia (tejido conectivo subyacente) (rosa): el epitelio presenta intersticios intercalares. Las crestas epidérmicas protegen el tejido contra el cizallamiento.

Las crestas epidérmicas (también conocidas como rete pegs o clavijas de red) son las extensiones epiteliales que se proyectan hacia el tejido conectivo subyacente tanto en la piel como en las membranas mucosas.
En el epitelio de la boca, la encía adherida presenta clavijas intercalares, mientras que los  epitelios sulcular  y de unión no las presentan. El tejido cicatricial carece de clavijas intercalares y, como resultado, las cicatrices tienden a desprenderse más fácilmente que el tejido normal.
También conocidas como papilas, son engrosamientos descendentes de la epidermis entre las papilas dérmicas.